# Arboretum Volcji Potok
Het Arboretum Volčji Potok is een park in Slovenië, ongeveer 25 kilometer van Ljubljana.

## Geschiedenis
De eigenaars, de familie Souvan, hadden het landgoed in 1882 gekocht, maar in 1944 werd het barokke landhuis vernield. Na de Tweede Wereldoorlog werd het landgoed door de overheid van de voormalige eigenaars gekocht. De Universiteit van Ljubljana nam het landgoed in 1948 over en heeft er een openbaar park van gemaakt.
In de tuin staan sinds 1952 onder meer botanische planten die door de Universiteit van Ljubljana voor onderzoek zijn gekweekt. Het park heeft nu meer dan 2.500 verschillende soorten bomen, twee miljoen tulpen en bijna net zoveel narcissen. Er zijn eigen plantenkassen en een tuincentrum. In het voorjaar is er een bloemen- en bollenshow, vergelijkbaar met de Keukenhof.